# Europeana
Europeana je platofrma za slobodno pretraživanje 2 milijuna digitalnih objekata različitih digitalnih knjižnica. U digitalne objekte ubrajamo filmove, fotografije, slike, karte, rukopise, knjige, novine i arhivske zapise. Europeana omogućuje direktni pristup digitalnim objekima te njihovim odgovarajućim metapodacima kao i podacima o autorskim pravima. Uz svaki digitalni objekt nalazi se poveznica prema mrežnom mjestu originalnog digitalnog objekta.

## Vanjske poveznice
- Europeana